# Erdős-díj
Az Erdős-díj, teljes nevén Anna and Lajos Erdős Prize in Mathematics az Israel Mathematical Union által izraeli, lehetőség szerint 40 év alatti matematikusoknak (a matematika vagy a számítástudomány területén) kiosztott díj. A díjat Erdős Pál alapította 1977-ben szülei, Erdős Lajos és Wilhelm Anna tiszteletére, és évente vagy kétévente adják ki. Kezdetben Erdős Prize néven futott, 1996-ban, Erdős eredeti célját tiszteletben tartva, halála után változtatták meg a díj nevét.

## Az Erdős-díjjal jutalmazottak
- Szaharón Selah (1977)
- Ilya Rips (1979)
- Ofer Gabber (1981)
- Adi Shamir (1983)
- Shmuel Kiro (1985)
- Yosef Yomdin (1987)
- Nógá Álón (1989)
- Alexander Lubotzky (1990)
- Gil Kalai (1992)
- Ehud Hrushovski (1994)
- Oded Schramm (1996)
- Leonid Polterovich (1998)
- Shachar Mozes (2000)
- Zeev Rudnick (2001)
- Ran Raz (2002)
- Zlil Sela (2003)
- Semyon Alesker (2004)
- Paul Biran (2006)
- Yehuda Shalom (2007)
- Gady Kozma (2008)
- Elon Lindenstrauss (2009)
- Boaz Klartag (2010)
- Tamar Ziegler (2011)
- Irit Dinur (2012)
- Omri Sarig (2013)
- Eran Nevo (2014)
- Mike Hochman (2015)
- Shiri Artstein-Avidan (2015)
- Emanuel Milman (2016)
- Nir Lev (2017)
- Ronen Eldan (2018)
- Lev Buhovski (2019)
- Doron Puder (2020)
- Nathan Keller (2020)